# 衡山县
衡山县地处湖南省中部偏东，为衡阳市辖县，因境内五岳之一的衡山而得名。县人民政府驻开云镇解放南路。区域总面积为934.93平方公里。

## 地理
衡山县位于湖南省中部偏东，湘江中游地区。地处东经112o27'-112o57'、北纬26o58'-27o28'之间，属亚热带季风湿润气候。热量充足，雨量充沛，四季分明。地形内高外低，最高山峰祝融峰在县境中间，地势向西北、东南逐渐降低，形成两个倾斜面，也即“前山”与“后山”地区。地貌以丘陵为主，兼有河溪、平原。境内主要河流有湘江、涓水、荆陂河、乌江等。

## 历史
衡山有着1700多年的悠久历史，以境内有南岳衡山得名。
- 秦朝时属长沙郡。
- 三国吴会稽王太平二年（257年），隶属衡阳县。
- 晋惠帝永熙元年（290年），改衡阳县为衡山县，为衡山县名首次在历史上出现。
- 唐属衡州，宋属潭州，元属潭州路，后改为天临路。
- 明清属衡州府。
- 中华民国时废府存县，直属湖南省。
- 中华人民共和国成立后，衡山县隶属于衡阳市。
- 1966年，衡山县湘江东岸地区分出组建衡东县。
- 1984年，南岳镇、南岳乡及东湖、马迹、望峰三个乡镇的10个村分出组建衡阳市南岳区。

## 人口
根据第七次人口普查数据，截至2020年11月1日零时，衡山县常住人口为335704人。

## 行政区划
衡山县下辖7个镇、5个乡：
开云镇、白果镇、东湖镇、萱洲镇、长江镇、新桥镇、店门镇、永和乡、福田铺乡、岭坡乡、贯塘乡和江东乡。

## 政治

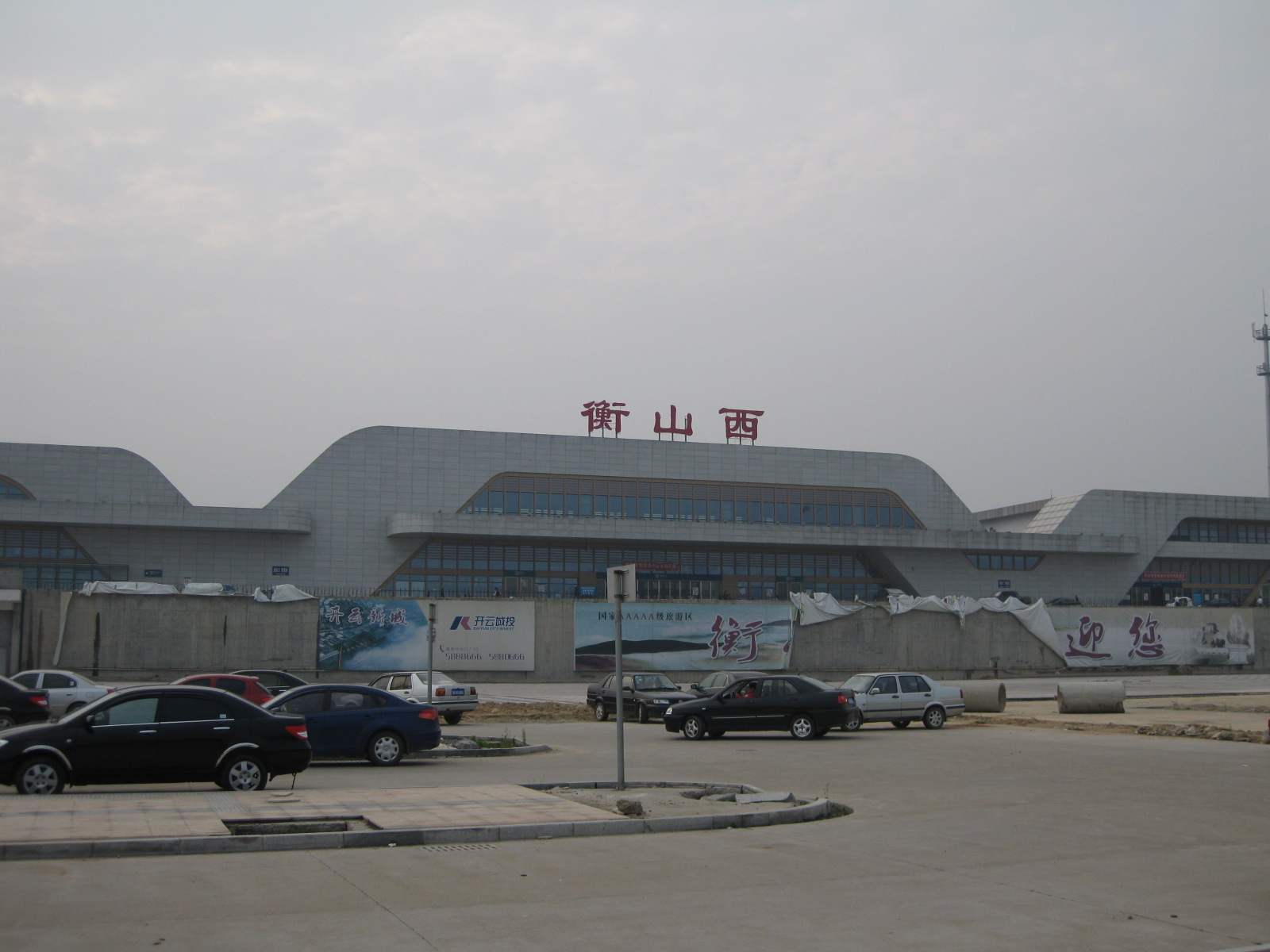
京广高铁衡山西站

### 现任领导
| 机构     | 衡山县人民政府 县长 | · 中国共产党 · 衡山县委员会 · 书记 | 衡山县人民代表大会 常务委员会 主任 | · 中国人民政治协商会议 · 衡山县委员会 · 主席 |
| -------- | ------------------- | ---------------------------------- | ---------------------------------- | -------------------------------------------- |
| 姓名     | 段晓赛              | 戴新贤                             | 旷志军                             | 唐年初                                       |
| 民族     | 汉族                | 汉族                               | 汉族                               | 汉族                                         |
| 出生地   | 湖南省耒阳市        | 湖南省衡阳县                       | 湖南省衡山县                       | 湖南省衡阳县                                 |
| 出生日期 | 1975年12月（49歲）  | 1970年5月（54歲）                  | 1969年2月（56歲）                  | 1970年12月（54歲）                           |
| 就任日期 | 2021年10月29日      | 2021年11月15日                     | 2021年10月                         | 2021年10月28日                               |

## 交通
衡山县交通便利，已初步形成了铁路、水路、公路三位一体的立体交通网络。

### 公路
- 京港澳高速复线（ 潭衡西线高速公路）
- 107国道、 240国道过境。
- 314省道

### 铁路
- 京广高速铁路

### 水运
- 县域内有湘江水域64公里航道，12个码头，7个泊位。

## 经济
2011年，衡山县完成GDP78.58亿元，增长14%；完成财政总收入53733万元，增长32.03%；完成全社会固定资产投资45.18亿元，增长40%；实现规模工业总产值93.97亿元，增长51.35%，增加值25.08亿元，增长25.8%，规模企业达到84家，年内新增7家；完成社会消费品零售总额15.08亿元，增长17.5%；城镇居民可支配、农民人均纯收入分别达15546元、8786元，增长20%、14%

## 教育
全县共有各级各类学校169所，其中高中5所，职业中专、成人中专、教师进修学校各1所，初中31所，小学130所。

### 中学
- 岳云中学
- 衡山县第二中学
- 衡山县第四中学 （页面存档备份，存于）
- 衡山县职业中等专业学校（衡山三中）
- 衡山县星源学校

## 旅游
- 紫金山森林公园
- 观湘洲
- 大源渡人工湖
- 九观湖
- 毛泽建烈士陵园
- 康王庙
- 岳北农工会旧址
- 唐群英故居